# Hoang mạc Tatacoa

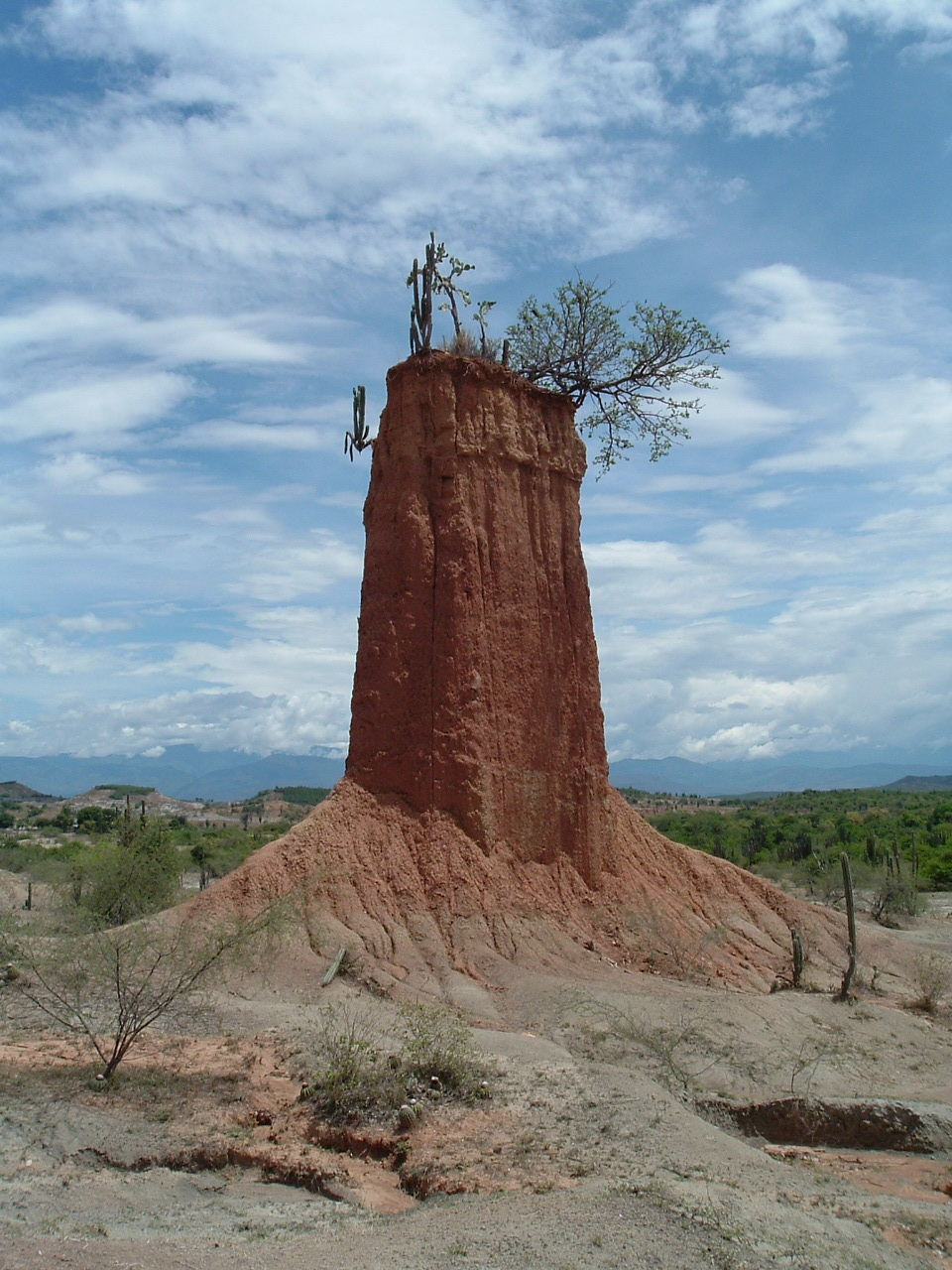
The Tatacoa Desert

Hoang mạc Tatacoa (tiếng Tây Ban Nha: Desierto de la Tatacoa) là một hoang mạc nằm ở Colombia thuộc Tỉnh Huila, các thành phố Neiva khoảng 38 km. Các hóa thạch vẫn còn tồn tại trong khu vực này khiến cho nơi đây trở thành một địa điểm du lịch hấp dẫn cũng như là nơi quan sát các hiện tượng thiên văn học. Hoang mạc Tatacoa chiếm một diện tích là 300 km² bao phủ thị trấn Villavieja.
Tatacoa là nơi sinh sống của vài loài đặc hữu như nhện, rắn, bò cạp, thằn lằn, chim ưng trong số nhiều loài khác.